# Won’t Back Down (песня Fuel)
«Won’t Back Down» — песня американской рок-группы Fuel, написанная гитаристом Карлом Беллом в 2003 году. Изначально выпускалась в качестве ведущего сингла саундтрека к фильму «Сорвиголова» (2003). В том же году альтернативная версия «Won’t Back Down» вошла в состав третьего альбома Fuel — Natural Selection под новым названием «Won’t Back Down (Bring You Hell remix)».
В отличие от других композиций группы «Won’t Back Down» создавалась в индастриальном направлении, поскольку у Белла было меньше недели на написание песни, чтобы уложиться в срок, установленный студией 20th Century Fox; в то же время, благодаря этому она соответствовала мрачному тону фильма. Это первая песня, которая играет в финальных титрах.

## Клип
Клип «Won’t Back Down» часто транслировался на каналах MTV2 и Fuse TV. Он состоит из отрывков из фильма. Fuel исполняет песню на крыше здания, а на заднем плане летает вертолёт. Затем Бретт Скаллионс входит в здание и направляется на верхний этаж в поисках фирменного трости Сорвиголовы. По мере продвижения Скаллионса его преследует группа спецназа. Видео доступно на втором диске DVD-издания «Сорвиголовы».

## Чарты
| Чарт (2003)                       | Высшая позиция |
| --------------------------------- | -------------- |
| США (Billboard Alternative Songs) | 37             |
| США (Billboard Mainstream Rock)   | 22             |